# Penela (Portugal)
Penela es una villa portuguesa del distrito de Coímbra, região Centro y comunidad intermunicipal de Coímbra, con cerca de 3500 habitantes. Se sitúa cerca de 20 km al sur de la capital de distrito. 

## Geografía
Es sede de un municipio con 132,49 km² de área y 5440 habitantes (2021), subdividido en cuatro freguesias. El municipio está limitado la por Miranda do Corvo, al este por Figueiró dos Vinhos, al sudoeste por Ansião, al oeste por Soure y al noroeste por Condeixa-a-Nova.

## Demografía
| Gráfica de evolución demográfica de Penela entre 1864 y 2021 |
|                                                              |
| Datos según el nomenclátor publicado por el INE portugués.   |

## Freguesias
Las freguesias de Penela son las siguientes:
- Cumeeira
- Espinhal
- Podentes
- São Miguel, Santa Eufémia e Rabaçal

## Historia
Según la tradición popular, el nombre de la población podría provenir de un hecho del infante Afonso Henriques, que al haber entrado en la población por medio de un ardid, dijo: «Coragem! Já estamos com o pé nela!». Entre tanto, los filólogos afirman que el nombre deberá ser apenas un diminutivo de «penha».

## Patrimonio
- Castelo de Penela